# Fraktalny książę
Fraktalny książę (ang. The Fractal Prince) – powieść science fiction autorstwa Hannu Rajaniemi, będąca drugą książką, w której występuje postczłowiek i złodziej, Jean le Flambeur. Została wydana przez brytyjskie wydawnictwo Gollancz  oraz przez Tor w USA w 2012. 

## Odbiór
Powieść otrzymała przede wszystkim pozytywne recenzje.  Krytyka skupiała się głównie na tym, że Rajaniemi ma tendencje do pokazywania, a nie wyjaśniania działania świata. Zauważyła to m.in. Amy Goldschlager, pisząca dla  Los Angeles Review of Books.